# 15. nordlige breddekreds
Den 15. nordlige breddekreds (eller 15 grader nordlig bredde) er en breddekreds, der ligger 15 grader nord for ækvator. Den løber gennem Afrika, Asien, det Indiske Ocean, Stillehavet, Mellemamerika, Caribien og Atlanterhavet.